# جسر مائل

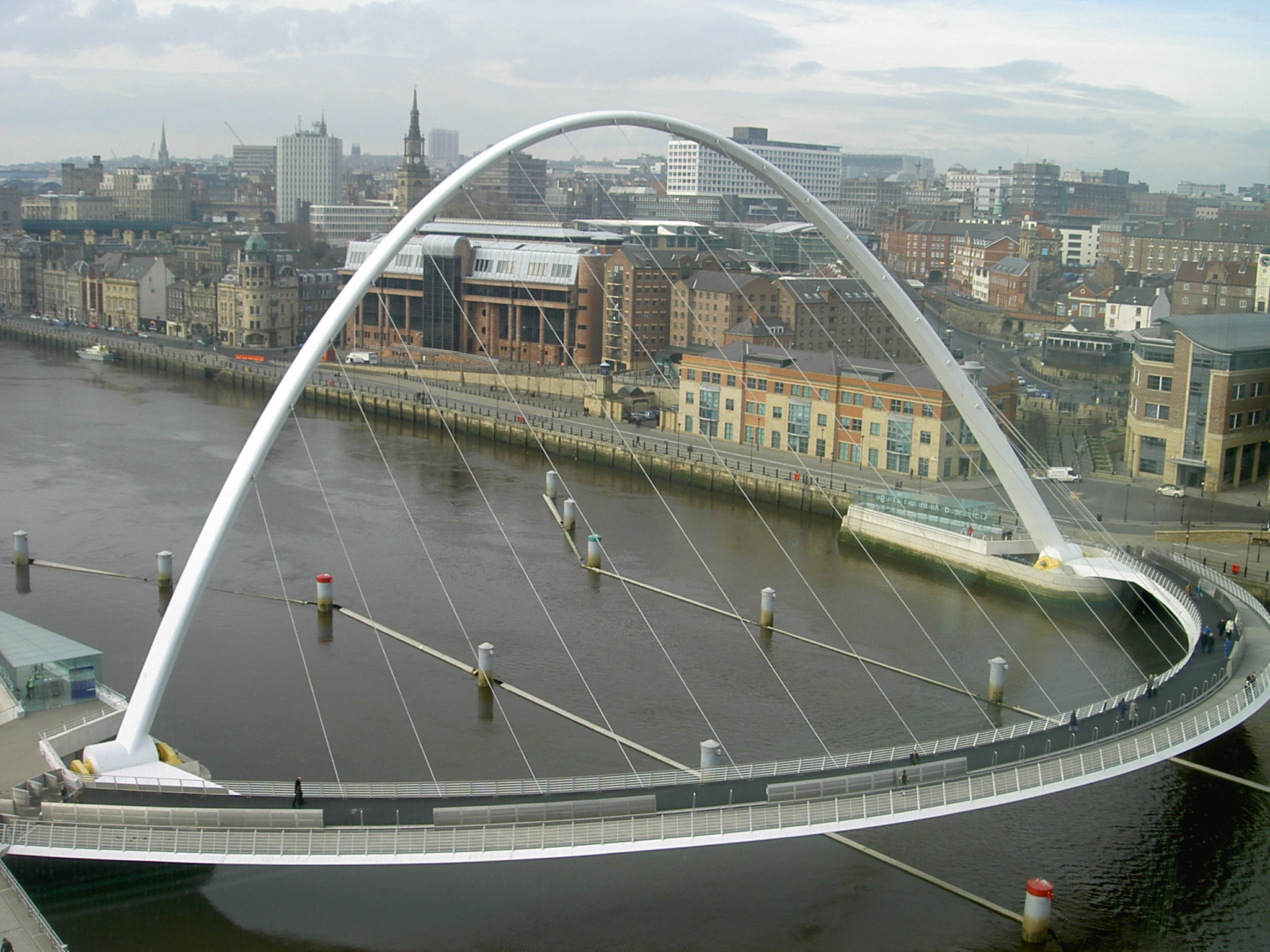
جسر غيتسهيد ميلينيوم المائل في إنجلترا.

طريقة عمل الجسور المائلة.

الجسر المائل (بالإنجليزيّة: Tilt bridge) هو أحد أنواع الجسور القابل للحركة يسمح عبر حركته بعبور المشاة والمركبات، بالإضافة إلى مرور السفن والقوارب عند ميوله. يتميّز تصميمه بأنه له نهايتين ثابتتين بعكس الجسور المتحركة، كما يتكوّن عادةً من منحنيين يُشكّل أحدهما السطح والآخر الهيكل الداعم له والذي يمتد بين رصيفيّ الممر المائي المتوازيين، ويميل القوس العلوي قليلاً إلى الأسفل ساحبًا معه المسار إلى الأعلى، فيتشكّل ممر فوق الماء، وعند حدوث ذلك تتسع مساحة المسار لتوفير مساحة كافية لعبور السفن.
لا توجد أمثلة كثيرة من هذه الجسور، حيث يُعتبر جسر غيتسهيد ميلينيوم الذي يقطع نهر تاين في إنجلترا، المملكة المتحدة بين مدينتيّ نيوكاسل أبون تاين وغيتسهيد من أهم الجسور المائلة في العالم، والذي تم بنائه عام 2001. كما يوجد جسران آخران لهما بعض خواص الجسور المائلة، هما شيبسديلبروغ في بروغو، وسنت آبروغ في الست، واللذان شُيِّدا في عام 2011.

## صور

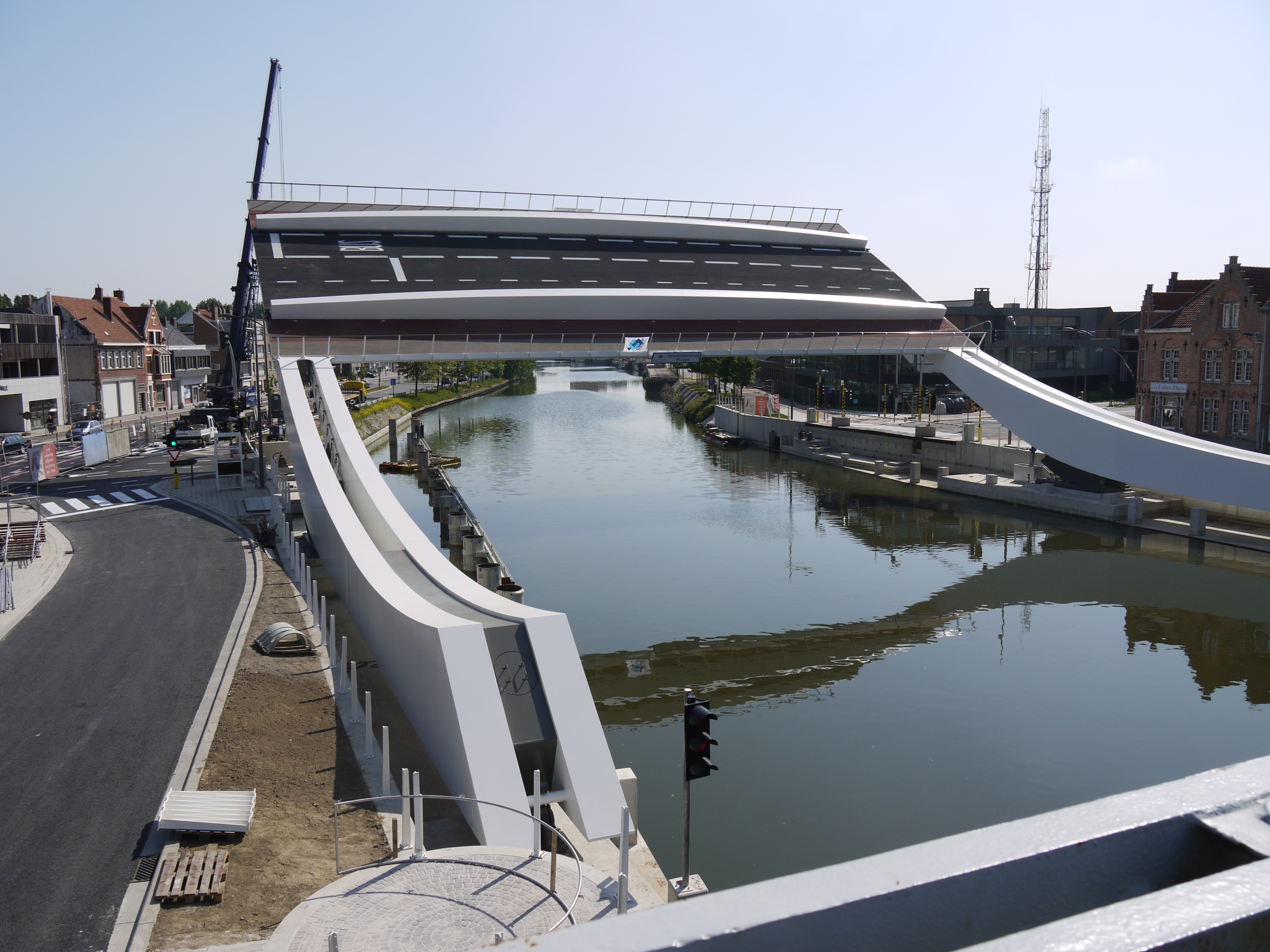
جسر شيبسديلبروغ أثناء البناء
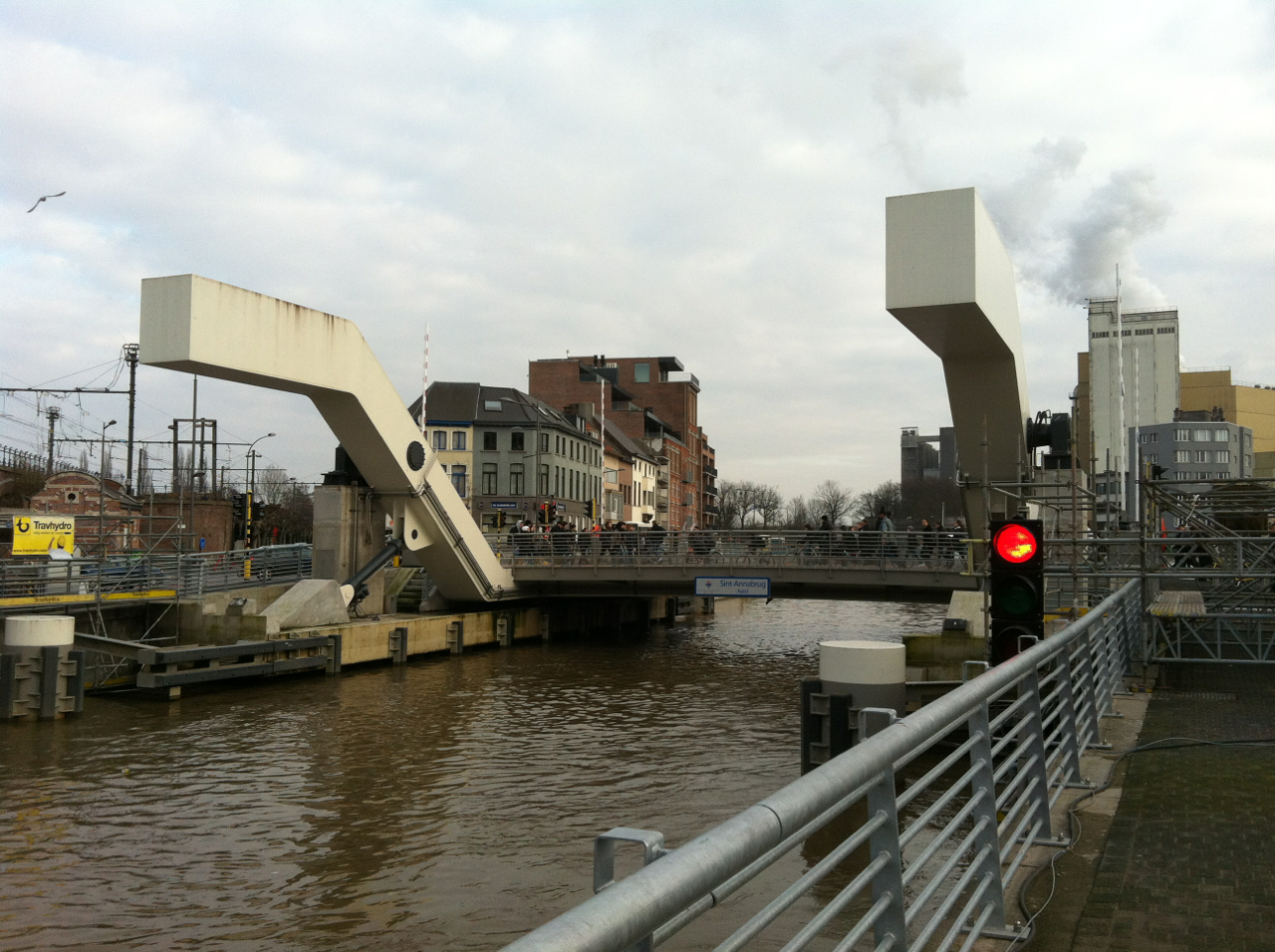
جسر سنت أنابرغ في بلجيكا
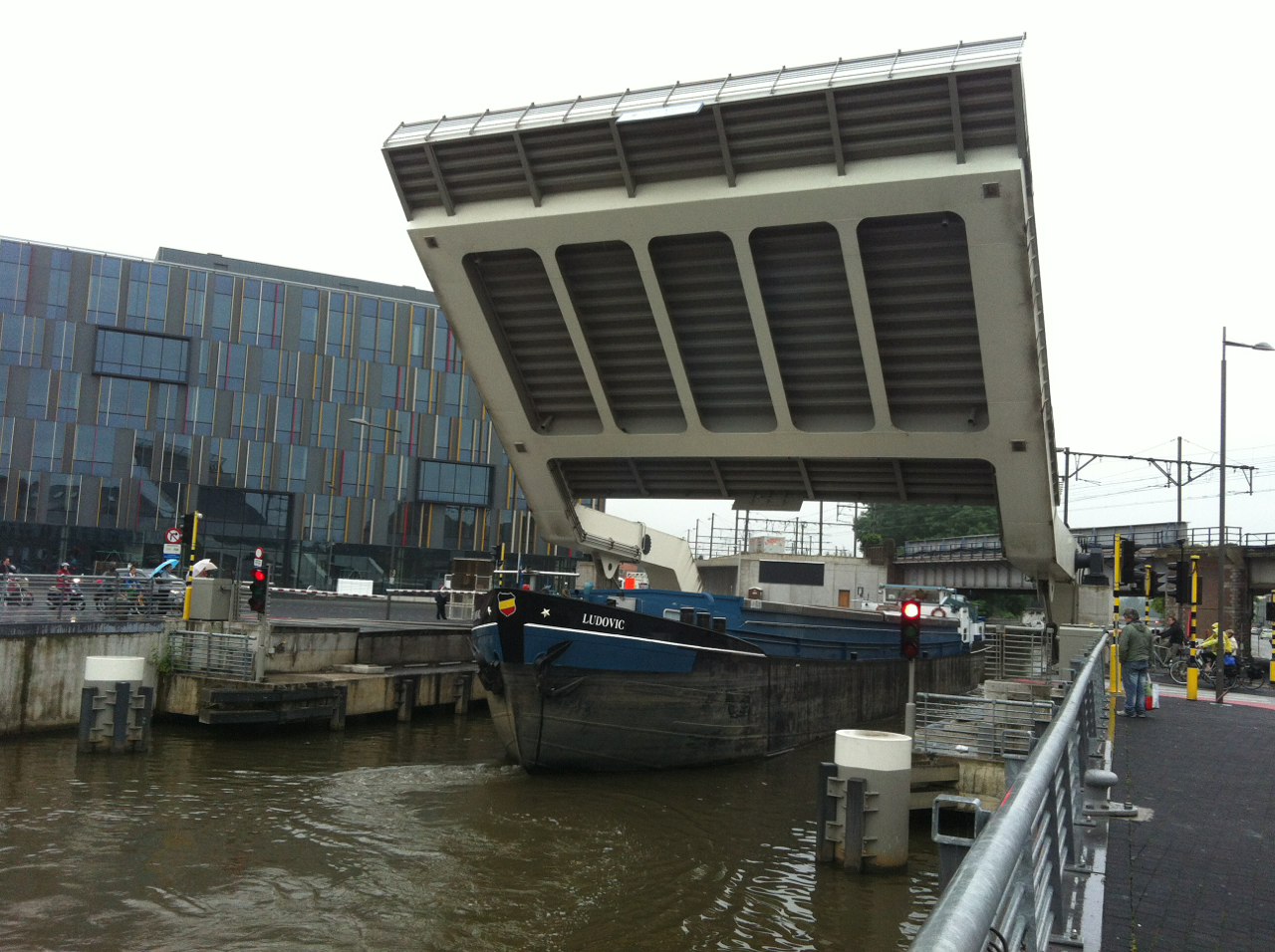
جسر سنت أنابرغ مرفوعًا لمرور سفينة

## وصلات خارجية
- فيديو لجسر غيتسهيد ميلينيوم المائل في إنجلترا على يوتيوب
- فيديو لجسر شيبسديلبروغ المائل في بلجيكا على يوتيوب